# Kinzan-bugyō
Les kinzan-bugyō (金山奉行) sont des fonctionnaires du shogunat Tokugawa de l'époque d'Edo du Japon.  
Ce titre du bakufu identifie un fonctionnaire chargé de surveiller toutes les mines et les activités d'extraction des métaux au Japon.

## Liste dekinzan-bugyō
- Kakizaki Sakuzaemon[2].